# Jagdgeschwader 71
La Jagdgeschwader 71  (JG 71) (71e escadron de chasseurs), est une unité de chasseurs de la Luftwaffe pendant la Seconde Guerre mondiale.
Active de juillet à octobre 1939, l'unité était affectée aux missions visant à assurer la supériorité aérienne de l'Allemagne dans le ciel d'Europe.
La Taktische Luftwaffengruppe "Richthofen", première escadre allemande d’avions de chasse à réaction formée en 1959, est issue de cette unité militaire. Elle a pour insigne le R du Roter Teufel (diable rouge) Manfred von Richthofen.

## Opérations
La JG 71 opère sur des Messerschmitt Bf 109D.

## Organisation
L'unité n'a été que très partiellement formée.

### Staffel 1./JG 71
Formé le 15 juillet 1939 à Schleissheim.
Le 1er septembre 1939, le 1./JG 71 est renommé 4./JG 52.

Staffelkapitäne (Commandant du Staffel) :
| Début           | Fin                | Grade        | Nom            |
| --------------- | ------------------ | ------------ | -------------- |
| 15 juillet 1939 | 1er septembre 1939 | Oberleutnant | Heinz Schumann |

### Staffel 2./JG 71
Formé le 15 juillet 1939 à Schleissheim.
Le 16 octobre 1939, le 2./JG 71 est renommé 4./JG 51.

Staffelkapitäne (Commandant du Staffel) :
| Début           | Fin             | Grade        | Nom             |
| --------------- | --------------- | ------------ | --------------- |
| 15 juillet 1939 | 16 octobre 1939 | Oberleutnant | Josef Fözö (en) |

### Reservestaffel/JG 71
Formé le 15 juillet 1939 à Schleissheim équipé d'avions Avia B.534, puis converti sur les Messerschmitt Bf 109D.
Le 16 octobre 1939, le Reservestaffel/JG 71 est renommé 5./JG 51.

Staffelkapitäne (Commandant du Staffel) :
| Début           | Fin             | Grade        | Nom                           |
| --------------- | --------------- | ------------ | ----------------------------- |
| 15 juillet 1939 | Août 1939       | Leutnant     | Nagler                        |
| Août 1939       | 29 août 1939    | Leutnant     | Erich Leie (en) (par intérim) |
| 29 août 1939    | 16 octobre 1939 | Oberleutnant | Horst Tietzen (en)            |